# Mekorot

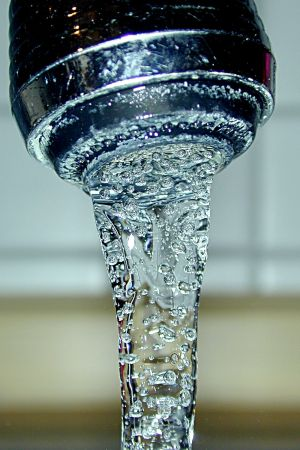
Mekorot proveeix el 90% de l'aigua potable d'Israel.

Mekorot (en hebreu: מקורות) és la companyia nacional d'aigua d'Israel. Va ser fundada en 1937. Proveeix el 90% de l'aigua potable d'Israel i el 70% del proveïment d'aigua.
La gran experiència de la companyia, els seus coneixements tècnics i solucions d'avançada permeten a Israel enfrontar amb èxit l'escassetat d'aigua, havent d'enfrontar èpoques de sequera, la seva localització en zona desèrtica i a l'avançat augment de consum.
La companyia opera 3.000 instal·lacions a través del país per al proveïment d'aigua, la qualitat de l'aigua, la infraestructura, la purificació d'aigües residuals, la dessalinització, etc.

## Aqüeducte Nacional d'Israel
L'Aqüeducte Nacional d'Israel és administrat per l'empresa Mekorot. La quantitat total d'aigua proveïda per l'Aqüeducte Nacional d'Israel des del seu establiment fa 40 anys és 12,4 bilions de metres cúbics. Transporta l'aigua del nord del país al centre i sud del mateix. La seva capacitat de bombament total és de 72.000 m³/h, i la seva altura màxima és d'aproximadament 400 metres.

## Dessalinització
Mekorot ha desenvolupat una font d'aigua addicional, dessalant l'aigua de diversos vessants, augmentant permanentment l'eficàcia del procés. Mekorot posseeix una eficaç i avançada tecnologia en l'osmosi inversa per al proveïment d'aigua a Israel. Hi ha 31 plantes de la dessalinització, principalment en el sud del país. Aquestes plantes produeixen anualment 22,5 milions de m³ d'aigua salobre, 3,3 milions de m³ d'aigua de mar. S'estan construint noves plantes de dessalinització que produiran altres 8,8 milions de m³.